# 밀 (통화)
밀(mill 또는 mille, 영국에서는 mil로 쓰기도 한다)은 화폐를 다루는 단위이다. 밀이란 단어는 1000을 뜻하는 라틴어 ‘mille’에서 유래했다.
- 미국에서는 1/1000 달러이다.
- 몰타에서는 1/1000 리라이다.
- 영국에서는 1/1000 파운드를 나타내는 단위로 제안된 적이 있었다.